# Arthur Brodeur
Arthur Gilchrist Brodeur, född 18 september 1888 i Franklin, Massachusetts, död 9 september 1971, var en amerikansk filolog.
Brodeur var från 1930 professor vid University of California i Berkeley. Han visade tidigt intresse för nordisk språkhistoria och utförde en översättning av Prosaiska Eddan, The Prose Edda by Snorri Sturluson (1916) och utgav The Riddle of the Runes (1932). Senare blev han föreståndare för universitetets avdelning för de nordiska språken och litteraturen och var en framträdande ledamot av American-Scandinavian Foundation.